# Shancheng (ort i Kina)
Shancheng är en ort i Kina. Den ligger i provinsen Shandong, i den östra delen av landet, omkring 220 kilometer söder om provinshuvudstaden Jinan.
Runt Shancheng är det tätbefolkat, med 636 invånare per kvadratkilometer. Det finns inga andra samhällen i närheten. Trakten runt Shancheng består till största delen av jordbruksmark.
Genomsnittlig årsnederbörd är 796 millimeter. Den regnigaste månaden är juli, med i genomsnitt 190 mm nederbörd, och den torraste är januari, med 7 mm nederbörd.